# Harold Emery Moore
Harold Emery Moore (7 de julio de 1917 - 17 de octubre de 1980) fue un botánico estadounidense.
Fue un experto en cuestiones taxonómicas de la familia.
Botánicos en Kew

## Biografía
Era originario de Massachusetts. Recibe su B.S. en la Massachusetts State College en 1939. Luego estudia en la Universidad de Harvard obteniendo su M.S. en 1940 y el Doctorado en 1942. Ya graduado, sirve en el ejército de 1942 a 1946. En 1947 se une al equipo del Herbario Gray, en Harvard. En 1948 se dirige al "L.H. Bailey Hortorium" en Cornell como Asistente Profesor de Botánica. Fue por concurso Profesor Asociado, en 1951, y profesor titular en 1960. Entre 1960 y 1969 fue director del herbario, y electo Profesor Bailey de Botánica en 1978. Aunque muy conocido por su obra en palmas, Moore también hizo notables contribuciones al estudio de Gesneriaceae, Geraniaceae, Amaryllidaceae, Cucurbitaceae, Commelinaceae.

## Obra
- African Violets, Gloxinias and their relatives. 1957
- An Annotated Checklist of Cultivated Palms. En: Principes. 7, 1963
- The Major Groups of Palms and their Distribution. 1973
- La abreviatura «H.E.Moore» se emplea para indicar a Harold Emery Moore como autoridad en la descripción y clasificación científica de los vegetales.[3]